# Barney McKenna

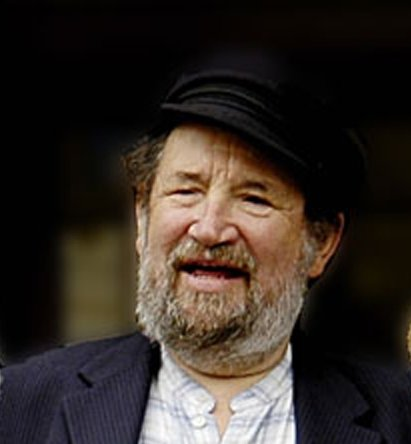
Barney McKenna (um 2005)

Bernard Noël „Barney“ McKenna (* 16. Dezember 1939 in Dublin; † 5. April 2012 ebenda) war ein irischer Musiker und einer der Gründer der Folkband The Dubliners.

## Leben
Barney McKenna, auch als Banjo Barney From Donnycarney bekannt, spielte Banjo, Mandoline und Melodeon. Mit dem Banjospielen begann der Musiker, als er sich eine gewünschte Mandoline in seiner Kindheit nicht leisten konnte. Er stimmte das Banjo nicht in der „klassischen“ CGDA-Stimmung, sondern wie die Geige auf GDAE, allerdings eine Oktave tiefer. Im Alter von zwölf Jahren wollte er Mitglied der Number One Army Band werden, wurde jedoch wegen seiner schlechten Augen abgelehnt. Nachdem er im Alter von 14 Jahren die Schule verlassen hatte, arbeitete er als Glasbläser, Möbelpacker und auf dem Bau.
Seit 1962 war McKenna Mitglied und Mitbegründer der irischen Folk-Band The Dubliners, spielte aber auch zeitweise bei The Chieftains. Er war für seinen Humor und seine exzentrischen Bemerkungen, die von den Bandmitgliedern als „Barneyismen“ bezeichnet werden, bekannt und beliebt. Es wird berichtet, er habe einmal den Schlüssel für sein Hotelzimmer vergessen und daher die Tür eingetreten, allerdings nicht, ohne vorher die Schuhe auszuziehen, um die anderen Hotelgäste nicht zu sehr zu stören.
Barneys außerordentliches Banjospiel prägte den Sound der Dubliners deutlich und ließ Barney zum Vorbild vieler folgenden Spieler des irischen Banjos werden. Er zeichnete wesentlich dafür verantwortlich, dass das Tenorbanjo heute ein wichtiger Bestandteil der traditionellen irischen Musik ist. Beinahe alle Spieler irischer Musik haben seine GDAE-Stimmung übernommen. Barney spielte viele Jahre ein wertvolles Paragon-Banjo. Im Konzertvideo All the great songs – Live in Dublin spielte er jedoch ein neues Banjo des irischen Banjobauers Dave Boyle. Es wird vermutet, dass dieses moderne Instrument etwas leichter zu spielen ist, was Barney entgegengekommen sein dürfte. Immerhin waren die Jahre nicht spurlos an ihm vorübergegangen. Durch einen Diabetes hatten seine Augen weiter gelitten. Zwar konnte er damit seinem großen Hobby, der Hochseefischerei mit seinem eigenen Fischkutter, nicht mehr nachgehen, war aber auch 2011 nach 49 Jahren noch mit den Dubliners auf Tour.
McKenna war bei The Dubliners zudem zeitweise als Sänger aktiv. Zu seinen wohl bekanntesten Liedern gehören South Australia, Fiddlers Green und die Ballade I Wish I Had Someone to Love Me. Die bekanntesten Banjo-Soli des Musikers sind The Maid Behind the Bar, The High Reel sowie The Mason’s Apron und Colonel Fraser & O’Rourke’s Reel, bei welchen er von Eamonn Campbell begleitet wurde.
Barney wohnte in Howth auf der Halbinsel Howth Head zusammen mit seiner niederländischen Frau. Am 5. April 2012 brach er in seinem Haus zusammen und starb auf dem Weg in ein Dubliner Krankenhaus. Beerdigt wurde er am 9. April 2012 auf dem St Loman’s Cemetery in Trim, woher seine Familie ursprünglich stammte.

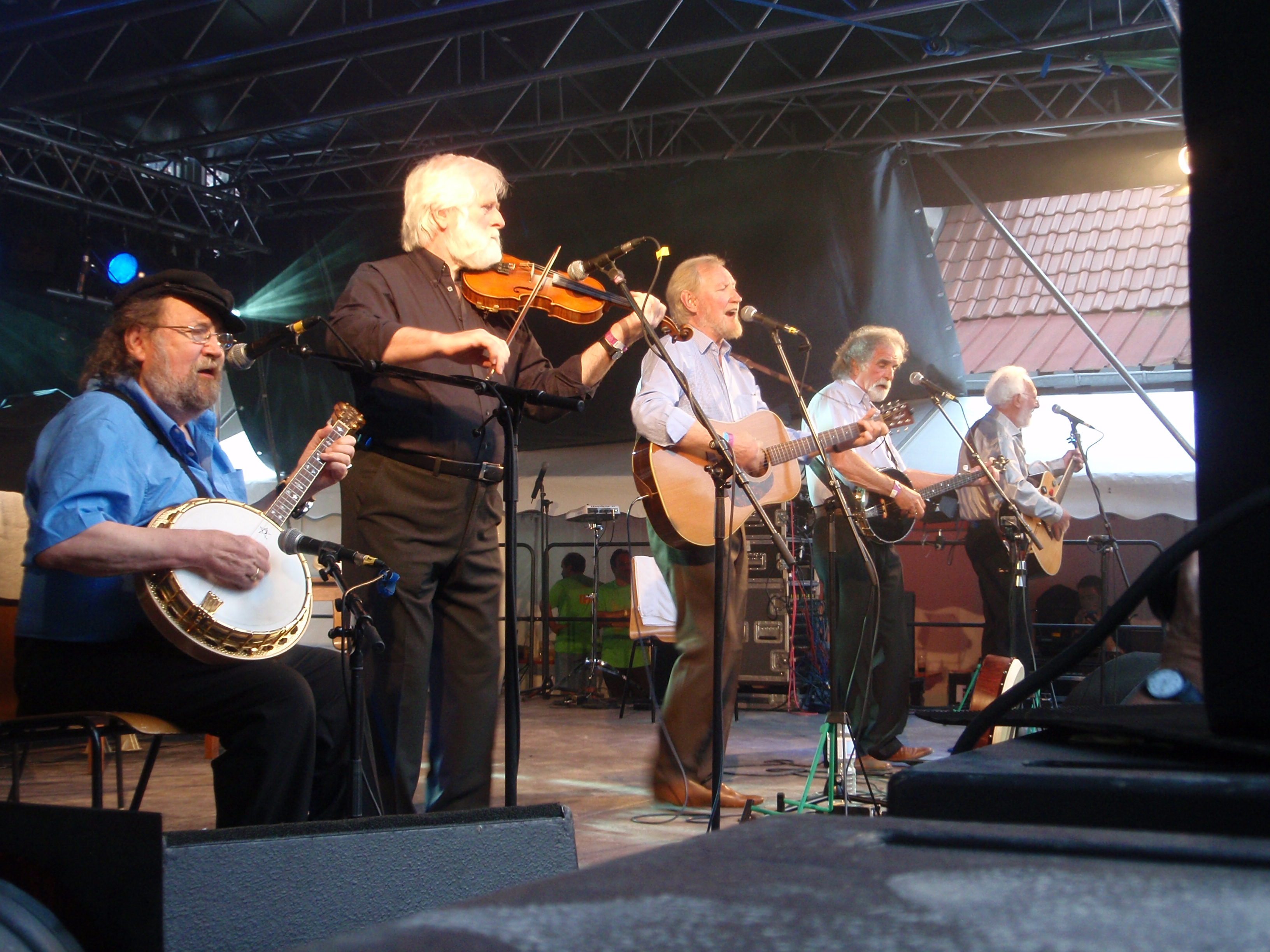
Barney McKenna (links) mit den Dubliners 2010 beim Folk im Schlosshof